# Ochthera palaearctica
Ochthera palaearctica är en tvåvingeart som beskrevs av Clausen 1977. Ochthera palaearctica ingår i släktet Ochthera, och familjen vattenflugor. Arten har ej påträffats i Sverige.